# René-Pierre Nepveu de la Manouillère
René-Pierre Nepveu de la Manouillère est un chanoine du chapitre Saint-Julien de la cathédrale du Mans de la seconde moitié du XVIIIe siècle, il est essentiellement connu comme diariste.

## Biographie
Issu d'une vieille famille de la noblesse d'origine angevine, René-Pierre Nepveu de la Manouillère est né au Mans en août 1732. Il est le fils de Jacques Nepveu (1687-1748), prévôt provincial du Maine et de Louise-Françoise Le Maçon de la Cornillière et de la Manoullière (1706-1780).
Après des études au séminaire d'Angers, il devient chanoine de la cathédrale du Mans en 1759. Il tient pendant presque cinquante ans de 1759 à 1807 un Journal qu'il intitule « remarques de tout ce qui est arrivé de remarquables depuis que je Suis Chanoine à St Julien, soit à l’église soit dans ma famille, et dans la ville » (sic) et qui constitue un témoignage sur la vie du chapitre de la cathédrale du Mans et la vie dans le Maine dans la seconde moitié du XVIIIe siècle.
Il réside au Mans dans une maison de la rue du Porc-épic (actuelle rue Victor Bonhommet) près de la place des Halles (actuelle place de la République) de 1763 à 1794 puis à partir de 1798, rue des quatre roues (actuelle rue du Docteur-Leroy), il passe aussi du temps dans sa  propriété de campagne de la Manouillère située à Pruillé-le-Chétif, à une dizaine de kilomètres du centre du Mans.
Il a pour évêques successivement Mgr Charles-Louis de Froulay de Tessé, Mgr Louis-André de Grimaldi, Mgr François-Gaspard de Jouffroy de Gonsans.
En avril-mai 1789, en voyage à Paris, il se fait l’écho de l'affaire Réveillon et il assiste, à Versailles, en tant que spectateur, à l'ouverture des États généraux.
En 1790, il refuse de prêter serment à la Constitution civile du clergé et ne reconnait pas l'autorité de l'évêque constitutionnel Prudhomme de la Boussinière. Il devient donc un membre du clergé réfractaire.
Il critique dans son journal l'action de membres des clubs révolutionnaires du Mans comme René Levasseur et Pierre Philippeaux.   
Parfois contraint de se cacher, il est emprisonné fin septembre 1793 à la chapelle de la Visitation transformée en prison ; début décembre 1793, alors que la Bataille du Mans fait rage, il est transféré à Chartres, il est libéré par le représentant Jacques Garnier fin avril 1794. 
Il retrouve sa dignité de chanoine sous le Concordat alors que l'évêque du Mans est Mgr Johann Michael Josef von Pidoll.
Devenu hémiplégique en janvier 1804, il poursuit difficilement l'écriture de son manuscrit jusqu'en avril 1807 .
Il meurt en mai 1810 dans sa ville natale qu'il a très peu quittée.
L'abbé Nepveu de la Manouillère n'est connu et n'est parvenu à une certaine postérité que grâce à la publication de son journal en 1877 et 1878, aucune publication contemporaine de son vivant ne parle de lui.

## Le journal de l'abbé Nepveu
À l'instar de celui du sieur de Gouberville au XVIe siècle, le journal de l'abbé de la Manouillière appartient au domaine des écrits du for privé,.
Le journal manuscrit est tenu chronologiquement de 1759 à 1807, il présente les événements de la vie du chapitre de la cathédrale du Mans (chapitre Saint-Julien), la vie ecclésiale mais aussi la vie des élites mancelles et de la province du Maine (naissances, mariages, décès, mondanités, exécutions publiques ) ; il présente aussi son point de vue durant les événements de la Révolution française. Le manuscrit est d'autant plus précieux que les archives du chapitre Saint-Julien ont presque totalement disparu pour cette période.
La dernière propriétaire connue du manuscrit original est Catherine-Mathilde de Savonnières (1805-1876), petite-nièce de l'abbé Nepveu de la Manouillère.
Le manuscrit original a été intégralement et très fidèlement recopié à la main (car l'original était, parait-il, difficilement lisible) par l'abbé Gustave Esnault, secrétaire de la Société Historique et Archéologique du Maine en 1866-1867 avant sa publication en trois tomes (t.1, 1877 ; t.2, 1878 et Table des noms de personnes et de lieux, 1879).  
Seule la copie manuscrite d'Esnault subsiste dans les archives de l’Évêché du Mans. 
La version imprimée d'Esnault édulcore et expurge le texte original de Nepveu de la Manouillère, elle supprime les quelques allusions qui sont faites à des sujets choquants, à de rares persiflages ou concernant des personnes non nobles.
Esnault « réécrit » le journal en français académique, alors que le manuscrit de Nepveu de la Manouillère est écrit dans un français du XVIIIe siècle et utilise des tournures propres au parler du Maine ; de plus, Esnault, dans sa préface, n'est pas neutre et fait état de ses nostalgies monarchiques, alors qu'à l'époque (1877), la république n'est pas encore solidement établie.   
En 2013, le journal fait l'objet d'une réédition scientifique à partir du manuscrit de l'abbé Esnault par trois historiens du Centre de recherches historiques de l'Ouest (CERHIO), UMR 6258 de l'Université du Maine qui rétablit la langue d'origine du journal. Les auteurs de cette réédition insistent sur le fait qu'avec son journal, l'abbé Nepveu de la Manouillère a créé une "base de données" avant la lettre.